# Oberstocken
Oberstocken és un municipi del cantó de Berna (Suïssa), situat al districte de Niedersimmental.